# Panicum xerophilum
Panicum xerophilum är en gräsart som först beskrevs av Friedrich Hermann Gustav Hildebrand, och fick sitt nu gällande namn av Albert Spear Hitchcock. Panicum xerophilum ingår i släktet vipphirser, och familjen gräs. Inga underarter finns listade i Catalogue of Life.

## Bildgalleri

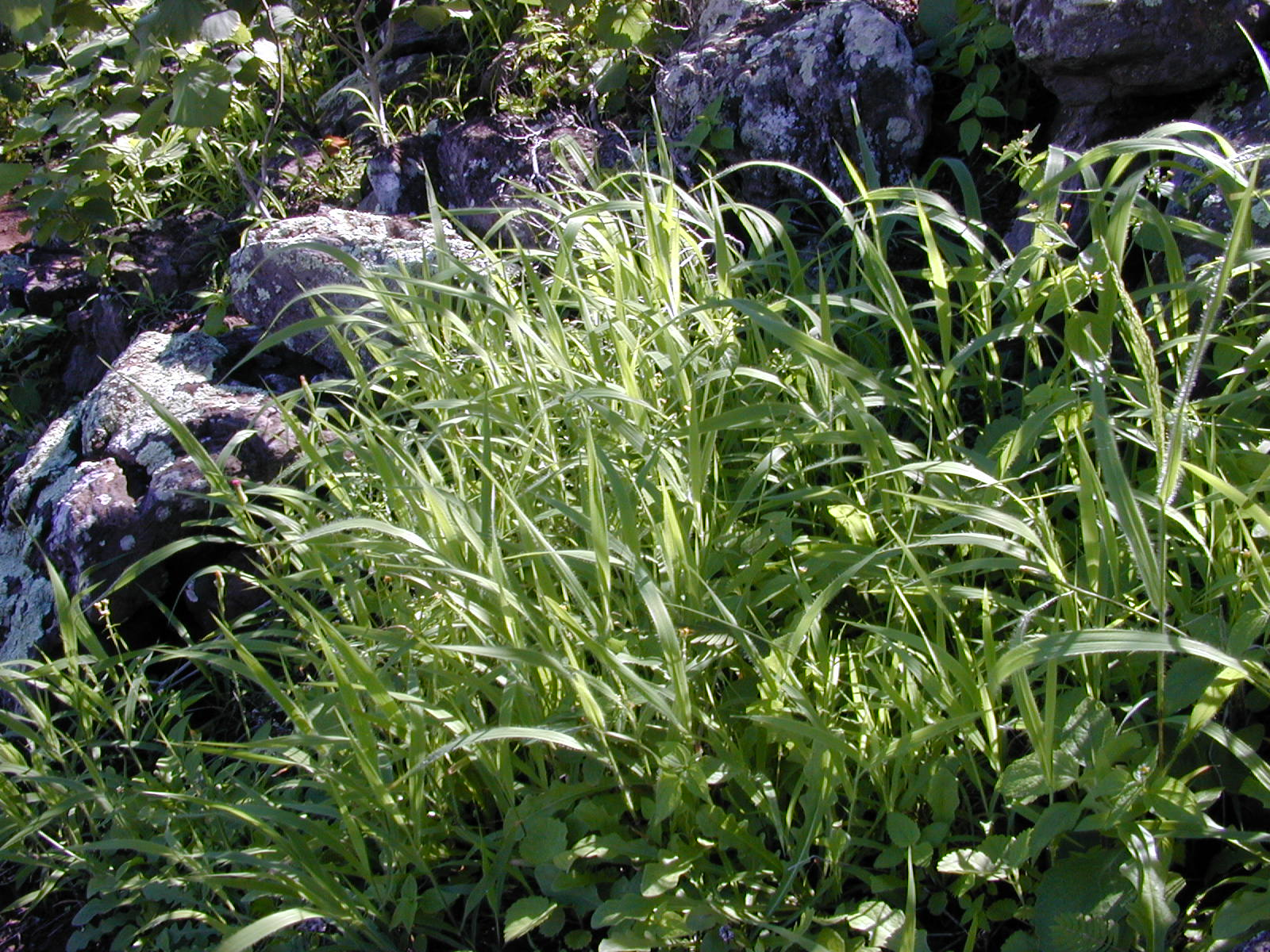
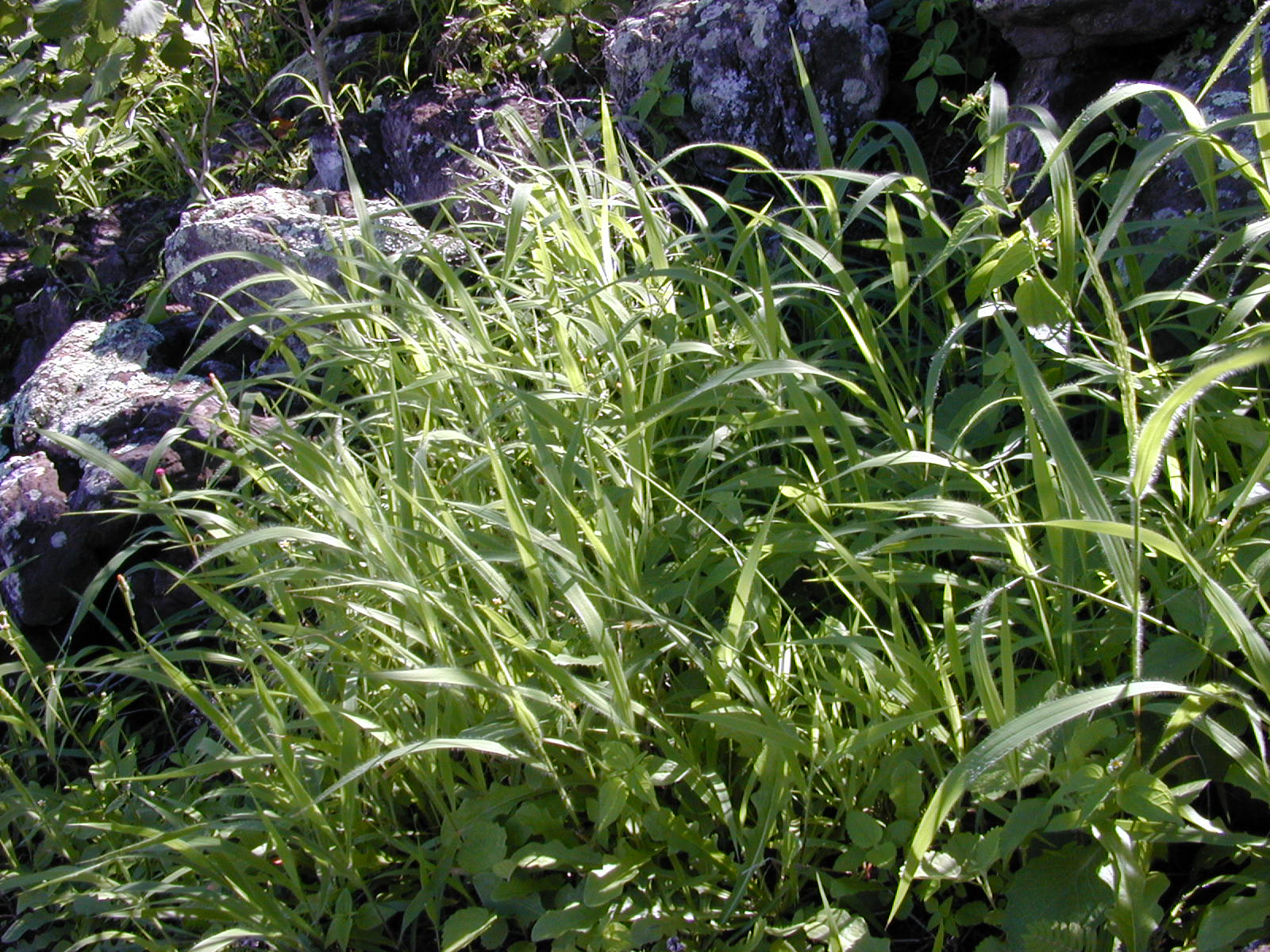
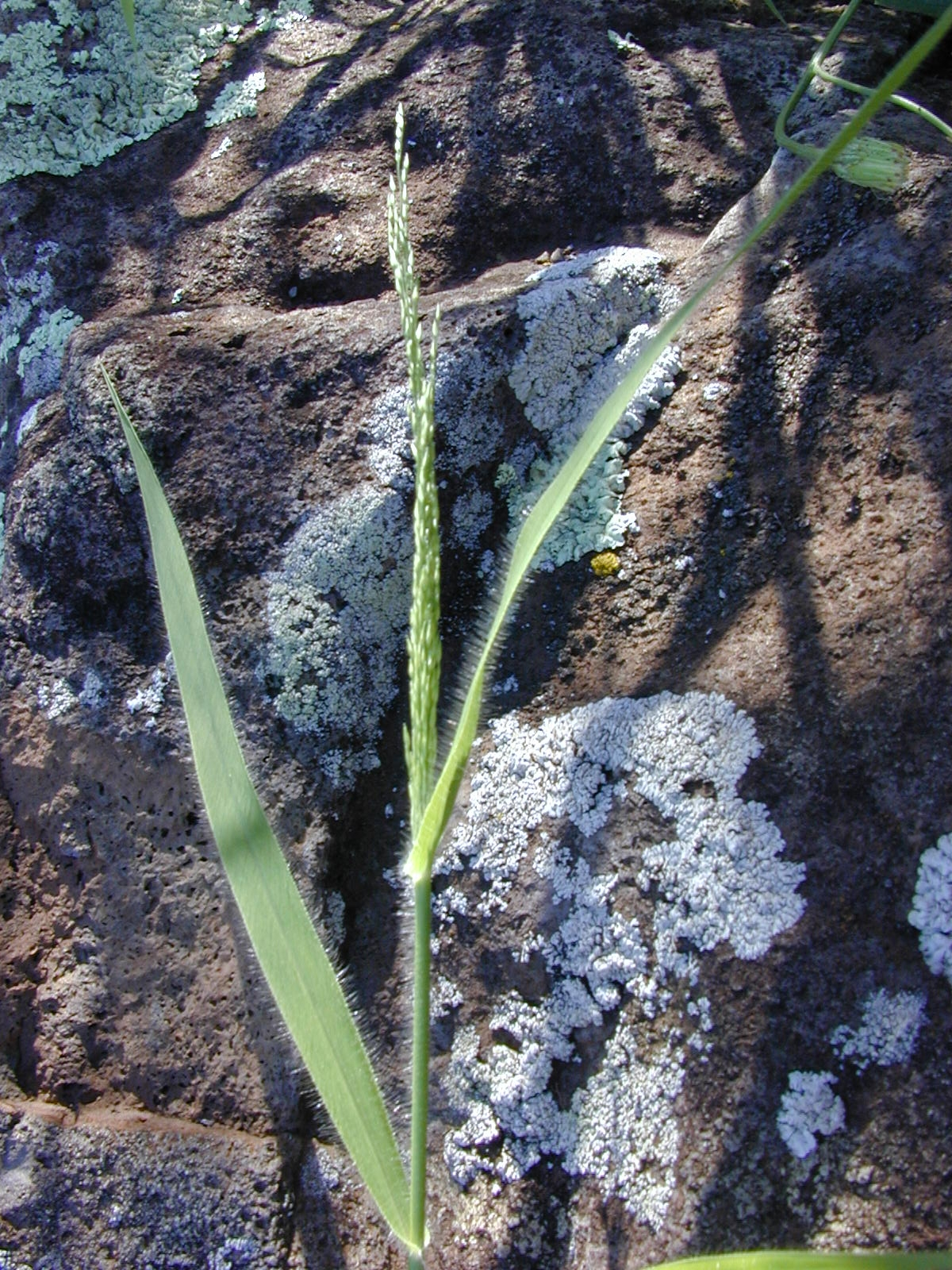
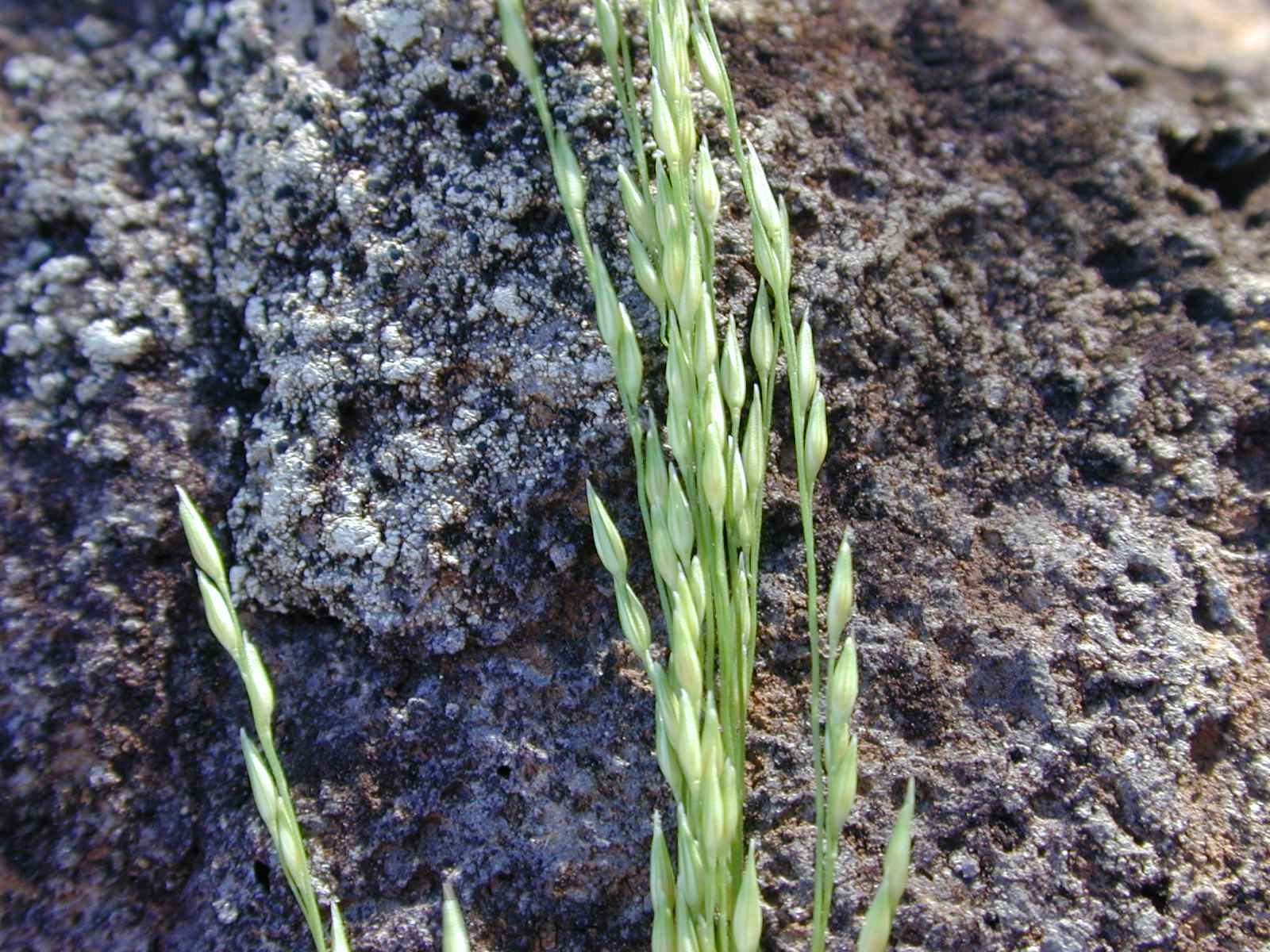